# 菊地成孔の粋な夜電波
『菊地成孔の粋な夜電波』（きくちなるよしのいきなよるでんぱ）は、TBSラジオをキー局として放送されていたラジオ番組。一部メディアでは『菊地成孔の味な粋電波』と誤記されていたが、のちに裏送りの際、別タイトルとして使用されるようになった。

## 概要
ジャズミュージシャンの菊地成孔のトークと選曲で進行する音楽番組。開始当初のキャッチコピーは「菊地成孔さんのいい湯加減なしゃべりと、菊地さん自身が選曲したビューティフルな音楽で、粋な夜の電波をピピッとお届けする至福の55分間」。
タイトルコールは宮内鎮雄が担当している。
番組開始時は「毎回AMではかからなそうな曲を4曲かけていく」ことと決めて選曲していた。ジャズが多めに選曲されるが他のジャンル（K-POPやアラブ系のポップミュージックなど）もかけるなど、内容は多彩である。選曲はすべて菊地が行い、中村ムネユキが選曲補佐（情報提供のようなもの）を担う。特定の構成作家はついておらず、進行内容も菊地自身で作成している。
リスナーからの曲目のリクエストは基本的には受け付けていない。これまでのシーズン終了の際に"粋なリクエスト特集"と銘打ってリクエストを募集するが、これはシーズン内に放送された楽曲や前口上、テキストの読み上げなどのうち菊地が製作に関わった楽曲などを除いたものを対象とし、あくまでも菊地の選択範囲を超えない限定的なものとなっている。シーズン3からは「リクエストの隣人」と称してこれまで番組でかかった曲か、それに関連したものをリクエストで受け付けることとした。また、「俺の仕事」というコーナーで菊地が何らかの形で関わっている曲のリクエストを受けることとなった。ただし、実際にこれらのリクエストに応えたことはほとんど無い。
2018年10月23日、菊地が出演したインターネット配信番組『DOMMUNE「ヴァイナル文學選書」』にて、菊地本人の口から番組が年内に終了することを発表。その後、10月28日の放送にて、12月30日放送分で番組が終了することを正式に発表した。

## 放送時間
- シーズン1：毎週日曜日 20:00 - 20:55（2011年4月17日 - 10月2日…24回） ナイターオフシーズンのこの時間帯はオフシーズン限定の『らんまんラジオ寄席』が放送されている。2010年にTBSが土日のナイター中継を中止したため、野球シーズン限定の時間帯に編成した。また、TBSの日曜ナイターは全国各地の放送局に放送していた名残から全国12局ネットとして放送。収録放送を主としていたが、2011年8月28日とシーズン1最終の10月2日は生放送。

- シーズン2：毎週金曜日 20:00 - 22:00（TBSラジオは2011年10月7日 - 2012年3月23日…22回、ネット局は2011年10月7日 - 2012年3月30日…26回） らんまんラジオ寄席が予定どおり日曜日に復活するにあたり、放送時間を移動。ネット局は2局減るも新たに13局増えて23局となるが、TBSラジオ以外は20:00 - 20:57のみの放送となった。原則生放送だったが、菊地の他の仕事の影響等により10月14日・12月9日・12月30日・2月17日・3月9日・3月30日は収録放送であった。

- シーズン3：毎週日曜日 18:30 - 20:00（2012年4月8日 - 9月30日…26回）※ただし、8月19日からは"シーズン3.75"と称している。 ナイターシーズンとなるにあたり、それまで高橋芳朗 HAPPY SADを放送していた日曜日に移動。HAPPY SADが20:00から放送することになり、シーズン1と時間帯を交換する形となっている。ネット局は13局減るも2局増となって12局。TBSラジオ以外は19:00 - 19:57のみ放送。原則として生放送だが、菊地の仕事等の影響により5月13日・6月24日・7月22日・8月19日・9月16日・9月23日は収録放送となった。

- シーズン4：毎週日曜日 18:30 - 20:00（2012年10月7日 - 2013年3月31日…22回） 放送時間はシーズン3と同じであるが、ネット局は中部日本放送（現：CBCラジオ）1局のみとなる。これはその当時、シーズン3を放送していた局はナイターオフシーズンのみ文化放送制作『ラジオふるさと便』を放送していたためである[注 3]。中部日本放送（現：CBCラジオ）では19:00 - 19:57の放送である。このため、19:00の時報明けに中部日本放送（現：CBCラジオ）のリスナーに向けて菊地が改めて挨拶するようになった。シーズン4より原則収録放送に戻った。

- シーズン5：毎週日曜日 19:00 - 20:25（2013年4月7日 - 9月29日…26回） シーズン4に続き日曜日の放送であるが放送時間が5分短縮され、さらに番組開始は19:00となった。ネット局はシーズン3より増えて、16局となった。ネット局は19:00 - 19:57のみ放送する。

- シーズン6：毎週日曜日 19:00 - 19:57（2013年10月6日 - 2014年3月30日…24回） 日曜日の放送は変わらないが、ネット局の放送時間に合わせてTBSラジオでも19:00 - 19:57の放送となった。シーズン4と同じ事由でネット局の数は減少するが、シーズン4とは異なり3局ネットとなった。

- シーズン7：毎週土曜日 0:00 - 1:00（金曜日深夜=24:00 - 25:00 2014年4月4日 - 9月26日…25回） 土曜日未明（金曜日深夜）へ移動したが、これまでのネット局は『嵐・相葉雅紀のレコメン!アラシリミックス』をネットしているため、本番組のネット局は琉球放送1局のみとなった。このシーズンからradikoの有料サービス開始に伴い、インターネット配信による全国での同時聴取が可能になった。

- シーズン8：毎週土曜日 0:00 - 1:00（金曜日深夜=24:00 - 25:00 2014年10月3日 - ）

- シーズン9：毎週土曜日 0:00 - 1:00（金曜日深夜=24:00 - 25:00 2015年4月3日 - ）

- シーズン10：毎週土曜日 0:00 - 1:00（金曜日深夜=24:00 - 25:00 2015年10月2日 - ）

- シーズン11：毎週土曜日 0:00 - 1:00（金曜日深夜=24:00 - 25:00 2016年4月1日 - ）

- シーズン12：毎週土曜日 0:00 - 1:00（金曜日深夜=24:00 - 25:00 2016年9月30日 - ）

- シーズン13：毎週日曜日 20:00 - 20:55（2017年4月9日 - ） 3年ぶりに放送時間を移動（編成上は深夜から撤退）し、放送開始当初の時間に戻った。琉球放送はネットを終了したものの、新たに7局がネットを開始した。

- シーズン14：毎週日曜日 4:00 - 5:00（土曜日深夜=28:00 - 29:00 2017年10月7日 - ） 『らんまんラジオ寄席』の復活に伴い、放送時間を早朝（編成上は土曜日深夜）に移動。『オーディナリーミュージック』日曜（土曜深夜）版打ち切り時のネット局を中心に11局ネットとなる。

- シーズン15：毎週日曜日 4:00 - 5:00（土曜日深夜=28:00 - 29:00 2018年4月7日 - ） 中国放送[7]、熊本放送がネットを打ち切ったため、9局ネットとなる。

- シーズン16：毎週日曜日 4:00 - 5:00（土曜日深夜=28:00 - 29:00 2018年10月6日 - 2018年12月29日）

## オープニングテーマ曲
- 「Bluebird」　(2011年4月17日-同年10月2日)
  - 演奏はチャーリー・パーカー・オールスターズ、1947年12月21日にデトロイトのユナイテッド・サウンドスタジオで録音されたもの。
- 「Lydiot」 (2011年10月7日-　)
  - 演奏はジョージ・ラッセル（英語版）・セクステッド（George Russell Sextet）、1961年にニューヨークで録音されたもの。アルトサックスの担当はエリック・ドルフィー。
- 「Saturday, Saturday Night」 (2011年10月28日)
  - アメリカのR&Bバンド、"Zoom"による1981年リリースの同名アルバムに収録の曲。この日は「ソウルバー<菊>」と名づけてソウル、R&B系の特集としたため、通常とは違うオープニングとなった。
- 「The Boys」と前口上のラップミックス (2011年11月11日)
  - 韓国の女性グループ、少女時代による曲に番組の前口上をラップにしてミックスしたもの。この回は少女時代の楽曲の特集とし、アメリカでリリースされたばかりの同曲に菊地自身によるラップを曲に重ねたものをオープニングに使用した。
- 「Night School」 (2011年12月2日）
  - アメリカのミュージシャン、フランク・ザッパが1986年に発表したアルバム「ジャズ・フロム・ヘル」に収録されている曲。この回ではこの曲に乗せて、前口上をニュース番組のヘッドライン風に読み上げた。菊地はこれを「九十九一リスペクト」としている。なお、この日の番組中に2回ある交通情報のBGMも同曲を使用した。
- 「Cakes (Instrumental)」 (2011年12月9日)
  - アメリカのR&B歌手、マーヴィン・ゲイが生前未発表のままに終わった曲の歌の入っていないもの。この回は「ソウルバー<菊>」によるソウル系特集。
- 「Drive Me Nasty」 (2011年12月16日）
  - 以前特集した"Killer Smells"の新曲に菊地がラップで番組の前口上を乗せたもので、番組公式サイトによると"Killer Smells feat.MC Kikuchi"名義の曲となっている。
- 「夜電波・前口上ラップ」  (2012年1月20日、27日）
  - 名義を「KIKUCHI and YOSHIO*O」とした菊地と大谷能生によるオリジナルのラップ。バックトラックとして使用されているのは東京ザヴィヌルバッハのアルバム「SWEET METALLIC」に収録の「GRAPE RUTHENIUM」。ヒップホップ特集とした1月20日の放送にむけて、菊地と大谷ら自身で録音・編集をおこなったもの。この日の東京や横浜などでは初雪を観測しており、メインのラップの後の二人のトークの部分には降雪に関する発言が入っている。続く1月27日は前週にやった講義スタイルと称してのものが当初予定した内容を時間内にこなすことができず、「補講」として続けることとなったことを受けて同じ曲をオープニングに使用した。ただし、トークの部分は菊地がこの日の放送内容を説明するものになっていた。

なお、番組のタイトルコールのバックで使われているのは、映画「大停電の夜に」のサウンドトラック盤「The Original Sound Track 大停電の夜に Wait Until Dark」より、トラック20の「M-21 (Motif #3 variation)」である。
2012年2月3日は亡くなった川勝正幸の追悼特集とし、オープニングとしての音楽は流さなかった。
2012年4月からのシーズン3では、オープニング曲は週替わりとなり固定されていない。

## 前口上
第6回目（2011年5月22日）の放送から、番組開始時の「前口上」として菊地自身が作成した長文の口上を読み上げることが恒例となっている。ただし、読むその場で変更することもあり、また多少の読み間違いは収録をし直さずにそのまま使っている。その文面中にはヒット曲や菊地が気になっているミュージシャンの曲の歌詞、過去に番組で取り上げた事柄などが巧妙に織り込まれている。第7回（2011年5月29日）、第8回（2011年6月5日）の放送で使用された口上の元原稿が菊地の公式サイトの日記に掲載されたが、放送時には前記のように変更されており、実際の放送内容とは異なる部分が多い。
その後菊地の公式サイトの2011年9月26日付けの日記において、第7回から第23回の放送分の前口上の原稿があらためて掲載された。　これ以後も、菊地の公式サイトの日記にはいくつかまとめて前口上の元原稿が掲載されている。
2011年11月11日はオープニングテーマ曲の項でも前述のとおり、少女時代の曲「The Boys」に前口上をラップミックスしたものを流して番組を開始している。ラップは事前に録音したものだが、途中の普通のトークの部分は生で語っている。このときのラップリリックは菊地の公式サイトに公開されている。　以後、ラップのほかニュース番組のヘッドライン風など、通常と違うオープニングのときは前口上をアレンジすることもある。

## 特集
番組内コーナーはほとんど行わず、番組全編ひとつの特集を組んだ選曲とトークを繰り広げる。番組初期は「赤ワインに合う曲特集」、「シャンパンに合う曲特集」と銘打った番組・曲構成を行い、スペシャルウィークではそれを念頭に置いた企画が用意される。
- フリースタイル

特集など用意せず、選曲・曲だし・トークを1人で行う外国のフリースタイル（フリーフォーム）に準じた放送回。
- 粋なリクエスト特集

シーズン1からシーズン6まで、毎シーズン最後の回として放送。放送でかけた音楽のうち菊地が制作などに関わっていないものを対象に、リスナーからリクエストを募集して得票の多かったものを再放送する。シーズンによっては前口上や菊地によるテキスト読み上げ、CM原稿、コントも対象として取り上げた。
- ソウルバー＜菊＞

シーズン2から。R&Bなどアーバンミュージック全般を扱う。
- JAZZバー菊／ジャズ・アティテュード

シーズン2から。日本のジャズバーとは一線を画する。シーズン7より改題。
- 最高韓流会議

シーズン1より少女時代特集を組み楽曲の構造分析（アナリーゼ）を行っているが、シーズン3よりゲストを招き韓国の音楽事情を特集する。ゲストは固定で第2次会議より韓東賢（社会学者）、第8次会議よりヴィヴィアン（ブロガー）。なお、第1次会議は2011年11月に菊地と韓の間で行われたが、放送されずポッドキャスト配信で行われた。
- ミュージックプレゼント

シーズン3から。スペシャルウィーク企画。元ネタは毒蝮三太夫のミュージックプレゼント。本家はプレゼントしたい人が選んだ楽曲が放送されるが、ここではプレゼントしたい人のメッセージを基に菊地が選曲した楽曲を放送、楽曲の指定（リクエスト）は出来ない。
- 金曜ロードクショー

日曜時代のシーズン6から。菊地が朗読を行う。元ネタは金曜ロードショー。
- 日本語ヒップホップ特集／HOLY HIP-HOP HOUR（ホーリーヒップホップアワー）

シーズン7から。これまでヒップホップ特集も行っており、菊地が関わるヒップホップユニットSIMI LABも紹介したが、日本のヒップホップを探る特集として開始。ゲストはOMSB（SIMI LAB、菊地の言う「オムスビーツ」は彼のこと）とMoe（Moe and ghosts）。シーズン9よりゲストはそのままに HOLY HIP-HOP HOUR と改題。
- マンスリーガールフレンド

ものんくるのヴォーカル、吉田沙良をゲストに迎える。
2011年6月26日は「テキーラ特集」とした。この回では菊地が教える音楽学校の生徒・菱田英嗣が個人制作した「KILLER SMELLS」というバンド形式を装った個人ユニット名義のCDアルバム「TARADO」を取り上げ、そこに収録されていた曲だけを（かけられる部分だけ選んで）放送した。放送にあたっては菱田には事前の連絡や了承は全く取らなかった。なお、菱田は放送後に友人からの連絡により番組で取り上げられたことを知り、その後に菊地にお礼のメールを送っている。このKILLER SMELLSだが、2012年4月に2作目のアルバムとする「TARADO2」ともども1枚のCDに納められて正式に発売をしている。

## ゲスト出演者
- シーズン1
  - 阿部淳；AIRPLANE LABELの類家心平の担当者。類家の新譜を特集したのだが、類家がゲストに出られないために代役として出演した。（2011年9月4日）[11]
- シーズン2
  - 菊地秀行；小説家。菊地成孔の実兄。（2011年10月21日）
  - 近田春夫；ミュージシャン、音楽プロデューサー、音楽評論家。（2011年12月16日）「年末放談2011菊地成孔×近田春夫」）
  - 大谷能生；評論家、音楽家。（2012年1月20日 「特集/声とリズム～誰も語らないヒッポップ進化の構造(1)」）番組冒頭の口上がラップにアレンジされたうえで、菊地と共演のラップで特別出演した。
  - 鈴木孝弥；翻訳家、音楽評論家。（2012年1月20日）
  - 阿南京子・碓氷浩子・山崎景子；交通情報キャスター。（2012年2月24日）「交通ウグイスの実態スペシャル!」[12]
  - 大村孝佳・千住宗臣・類家心平；DCPRGメンバー。（2012年3月9日 ）「どこよりも早いDCPRG特集」[13]
- シーズン3
  - 松尾潔；音楽プロデューサー。（2012年4月22日） 「松尾潔とメロウな夜 」 [14]
  - 山下洋輔；ジャズピアニスト、作曲家、エッセイスト、作家。（2012年5月27日）[15]
  - 阿南京子・碓氷浩子（2012年6月17日 ）「菊地成孔のミュージックプレゼント」[16] 碓氷は電話出演で、夫の橋詰雅博も出演した。
  - 韓東賢（ハントンヒョン）；社会学者、日本映画大学准教授。（2012年6月24日）「第2次韓流会議」[17]
  - 江藤愛；TBSアナウンサー。（2012年7月1日）正式なゲストとしてではなく、CMに関連するラジオドラマ風の"小咄"に出演した。[18]
  - 大塚広子；ジャズDJ、鈴木寛路；新宿ピット・インの店長。（2012年7月8日）「新宿WBO[注 4]チャンピオン列伝」
  - 外山惠理；TBSアナウンサー。（2012年7月29日）江藤愛と同様に正式なゲストではなく、CMへの出演。[19]
  - 菱田英嗣；KILLER SMELLSのヴォーカル、ギター、楽曲制作担当。（2012年8月19日）
  - 纐纈歩美；サックス奏者。市原ひかり；トランペット奏者。駒野逸美；トロンボーン奏者。（2012年9月16日、23日）「女子JAZZサミットpart1、part2」
- シーズン4
  - 中村ムネユキ；当番組の選曲補佐。（2012年10月7日）「シーズン4OP曲選定会議」
  - 大西順子；ジャズ・ピアニスト。（2012年10月14日）
  - 韓東賢；社会学者、日本映画大学准教授、田中教順；DCPRGのドラム担当。（2012年11月11日）「第3次韓流最高会議」[20]
  - 角田隆太、吉田沙良；以上2名はバンド・ものんくるのメンバー。阿部淳；エアプレーンレーベルのA&R。（2012年12月2日 「『LUPIN the Third-峰不二子という女-』サントラ特集」[21]
  - 長沼裕之；菊地のマネージャー。中村ムネユキ；当番組の選曲補佐。山崎景子；TBS954交通情報キャスター。阿部淳；エアプレーンレーベルのA&R。菊地成孔不在のため、詳細後述（2012年12月23日）
  - 相倉久人（2013年1月6日）
  - 韓東賢；社会学者、日本映画大学准教授、田中教順；DCPRGのドラム担当。（2013年1月20日）「第4次韓流最高会議」

- シーズン5
  - 角田隆太、吉田沙良；ものんくるメンバー。阿部淳；エアプレーンレーベルのA&R。（2013年4月14日） [22]
  - 江藤愛（2013年5月19日）
  - 高見一樹（2013年5月26日）
  - 中村ムネユキ（2013年6月9日）「アフリカ音楽特集」
  - 中村ムネユキ（2013年6月30日）「ファッションショー入門」
  - 江藤愛, 戸波英剛（2013年7月7日）
  - 韓東賢、田中教順（2013年7月14日）「第5次韓流最高会議」
  - 吉田沙良（2013年7月21日）
  - 山本信太郎；元ニューラテンクオーター支配人（2013年8月4日）
  - 江藤愛, 大友良英（2013年8月11日）
  - 青羊(けもの) 阿部淳(ベーアー)（2013年8月18日）
  - 江藤愛（2013年8月25日）
  - 大谷能生, 江藤愛（2013年9月1日）
  - 韓東賢（2013年9月23日）「第6次韓流最高会議」
  - 吉田沙良（2013年9月30日）

- シーズン6
  - 大谷能生 （2013年11月17日） 「Jazz Dommunisters特集 」
  - 小田朋美（2013年12月1日）
  - 小田朋美,  阿部淳(ベーアー)（2013年12月8日）
  - 大友良英（2013年12月15日）
  - 大友良英（2013年12月22日）
  - 赤江珠緒、江藤愛、阿南京子。（2014年2月23日）
  - 阿部淳(ベーアー)（2014年3月16日）
  - 秋沢淳子（2014年3月30日）「シーズン6最終回 粋なリクエスト特集」

- シーズン7
  - 田中みな実（2014年5月17日）「金曜ロードクショー」
  - OMSB；SIMI LAB,　Moe；Moe and ghosts（2014年5月24日）「日本語ラップ特集」
  - 韓東賢（2014年6月6日）「第7次韓流最高会議」
  - 堀井美香、戸波英剛（2014年6月20日）[23]
  - 秋沢淳子、AD八島（2014年7月4日）[24]
  - OMSB；SIMI LAB,　Moe；Moe and ghosts（2014年7月12日）「日本語ラップ特集パート2」[25]
  - 田中みな実（2014年7月25日）「金曜ロードクショー」[26]
  - 韓東賢,　ヴィヴィアン；ブロガー（2014年8月23日）「第8次韓流最高会議」
  - 秋沢淳子（2014年9月6日）
  - 吉田沙良（2014年9月13日）
  - OMSB；SIMI LAB,　Moe；Moe and ghosts（2014年9月20日）「日本語ラップ特集パート3」

- シーズン8
  - 角田隆太、吉田沙良；ものんくるメンバー（2014年10月4日）
  - 堀井美香（2014年11月8日）
  - 田中康夫（2014年11月22日）
  - OMSB；SIMI LAB,　Moe；Moe and ghosts（2014年11月29日）「日本語ラップ特集パート4 （最終回）」
  - 菊地凛子（2014年12月13日, 12月20日）
  - 角田隆太、吉田沙良；ものんくるメンバー（2015年2月7日）
  - OMSB；SIMI LAB（2015年2月14日）「ホーリー・ヒップホップ・アワー」
  - 田中康夫（2015年2月21日）
  - 韓東賢；社会学者,　ヴィヴィアン；ブロガー（2015年2月28日）「第9次韓流最高会議」
  - 大谷能生；評論家・音楽家（2015年3月14日） 「ジャズドミュニスターズ特集」

- シーズン9
  - 菊地凛子（2015年4月11日）
  - OMSB；SIMI LAB,　Moe；Moe and ghosts（2015年6月27日）「ホーリー・ヒップホップ・アワー」
  - 松尾潔；音楽プロデューサー（2015年7月11日,7月18日）
  - 南部広美；フリーアナウンサー（2015年7月25日）
  - 林みなほ；（2015年8月15日,8月29日）
  - 韓東賢；社会学者,　ヴィヴィアン；ブロガー（2015年9月19日）「第10次韓流最高会議」
  - 桑原あい, 岸本亮, 西山瞳；ピアニスト （2015年11月21日）「第1回次世代ジャズピアニストサミット」

## 投稿
番組内では葉書を「p-mail」、電子メールを「e-mail」と呼んで投稿の紹介をしている。番組中の発言によると投稿数は毎回増えており、番組で読まれることを前提としない投稿も多いとしている。葉書に絵を描いたものなどはラジオ放送なので当然紹介ができず、番組サイト上に写真掲載などで紹介されている。
新聞のラジオ･テレビ欄（通称・ラテ欄）に掲載される9文字の番組紹介の文面は、リスナーから投稿されたものを適宜採用している。

## ポッドキャスト
毎回、放送されたものから菊地のトークの部分のみに編集されたものが、ポッドキャストとしてインターネット配信されている。番組BGM以外の音楽は配信しない。収録時間は当初15分前後だったが、トークを全編収録する事が多い。特にシーズン2は放送時間が2時間に増えたため、2回に分けるなどして対応。2016年よりポッドキャストサービスはストリーミング配信「TBSラジオクラウド」に変更され、更新頻度は年数回に限られている。
- 2011年6月26日放送分の番組からは、この日特集された「KILLER SMELLS」の曲が入ったものがごく短時間だけ配信された。ただし、数時間で配信が停止され、すぐにトーク部分のみのものと差し替えられている。
- 2011年10月21日の放送には菊地の兄で作家の菊地秀行がゲスト出演したが、結局そのほとんどを含むものが配信された。収録時間は48分。[27]
- 2011年11月11日、少女時代特集の回に韓東賢が見学に来ており、K-POPをテーマにした対談を収録、ポッドキャスト配信された。「最高韓流会議」の第1回目にあたる。[28]
- 2011年12月9日は「ソウルBAR＜菊＞」と題したソウルとR&B系を特集する回だったが、この放送は菊地のスケジュールの都合により収録放送で、なおかつ収録当日は菊地自身のライブが終了した後、打ち上げ（飲み会）を終えての収録だった。軽く酒に酔ったままの収録で話が長くなり、結果この回のポッドキャストは2つに分け、合計の収録時間は63分となった。[29][30]
- 2011年12月16日、この日の放送はゲストの近田春夫との対談の回も2つに分けてポッドキャストを配信した。この2つを合計した収録時間は66分（最長時間を更新）。[31][32]
- 2012年2月24日、この日の「交通ウグイスの実態スペシャル」からのポッドキャストは番組内容の大半がトークだったため、前半は42分、後半は40分と収録時間の最長時間を更新。[33][34]

## エピソード
- 2011年6月のラジオ聴取率調査において、同時間帯の全ラジオ局の中でトップとなった。[35][36]
- 2011年6月12日、番組最後に菊地は亡くなった自身の叔母のことを取り上げ、彼女に似ている人として中山千夏をあげて中山の歌った「止まらない汽車」という曲をかけた。この話の内容は人づてに中山にも伝わり、番組に中山からメールが届いて9月18日の放送で読まれている。
- 2011年8月28日、菊地はTBSラジオで前の時間帯に生放送されている"高橋芳朗 HAPPY SAD"に生出演し、使用スタジオこそ移動はしたがそのままこの番組も初の生放送を行った。なお、"HAPPY SAD"の出演において、前述の「KILLER SMELLS」の菱田英嗣は高橋芳朗とかつて同じ職場の同僚であったことが明かされた。[37][38]
- 2011年9月4日の放送において、当初の予定通り同年10月2日をもって日曜日の同時間帯での放送を終えて翌週からは"ラジオ寄席"に戻るのと同時に、同年10月7日より金曜日の20:00～22:00に放送時間を変更し、かつ生放送で行うことが発表された。ただし、この時点でネット局は決まっていないことも同時に発表されている。[39]
- 2011年9月11日は、特別番組「東日本大震災発生から半年〜「声」が伝える被災地のいま〜」（パーソナリティ：荒川強啓、杉浦舞他）放送の為、休止。この番組及び前時間番組の「HAPPY SAD」ネット局はそれぞれの番組のネット時間だけこの特別番組を放送した。（ネット局以外の一部局でも放送。山形放送は19:00から放送、中国放送は両番組枠とも「中四国ライブネット」放送）
- 2011年9月18日、TBSラジオが開局60周年記念イベントとして行った「感謝 de 赤坂サカス」の一環として、公開録音の収録を赤坂サカスで行った。当日は１時間弱の収録を行ったが、内容は菊地のトークと前記の「KILLER SMELLS」のライブ演奏だった。ライブは菱田英嗣と菊地の二人のユニットでオリジナル曲を4曲演奏（うち3曲は録音されたバックトラックを使用）した。また、番組の常連投稿者で番組内での通称「画伯」のこれまでの投稿作品のほか、「KILLER SMELLS」の二人の抽象的な肖像画が公開展示された。このときの様子の一部は翌週9月25日に放送されている。[40]
- 2011年10月7日より金曜の午後8時からの放送となり、番組中に交通情報と天気予報が入ることとなった。交通情報でのキャスター呼び出しと天気予報の読み上げはそれぞれ菊地がやるのだが、初回ではこれら全くの初体験のために天気予報は予定の時間内にすべて読み切ることができなかった。そのため、時報をまたいで再度天気予報を読むこととなった。なお、交通情報と天気予報の際のBGMは好きなものを選んで良いとのことで、これも菊地が自ら選曲したものを使用した。[41]
- 2011年10月21日の放送において、ゲストとして菊地成孔の実兄である小説家の菊地秀行が出演した。この日は菊地兄弟に影響を与えた音楽として菊地の実家より主に菊地秀行が個人で所有するソノシート盤を含むアナログ・レコードが持ち込まれてかけられた。中にはノイズが酷いため、CDに替えてかけたものもあった。なお、この日の2回目となる20時台の天気予報は菊地秀行が読み上げている。[42]
- 2011年11月4日はナイター中継をしないネット局のみに向けて57分の放送をしたが、CMの入らない局に向けてのCMフィラーとして使用している音楽が菊地の作ったものとその日に判明した。CMフィラーとしては以前から使われていたようで、また菊地には使用の打診等はそれまでに一切なかった。なお、使われていたのは映画「大停電の夜に」のサウンドトラックからの"M-4 (Motif #1 variation)"と"M-16 part.2"の2曲だった。[3]
- 2012年2月3日の放送は菊地と親交の深かった川勝正幸が同年1月31日に亡くなったことで当初の放送予定内容を急遽変更し、川勝正幸の追悼特集とした。事前に公式サイトで川勝に関するメッセージをメールと葉書で募集し、当日の放送では菊地の選曲した曲をバックに送られたメッセージを菊地が読み上げ続けた。募集告知から放送までの時間が短かったにも関わらず寄せられたメッセージは200通を越え、いとうせいこう、鈴木慶一、横山剣、近田春夫などの有名なアーチストからも届けられた。放送中ではすべてを紹介することはできず、これらすべてはTBSラジオでこの後の時間帯で同様に川勝正幸を取り上げた"ニュース探究ラジオ Dig（以下、Digと表記）"に引き継ぐと菊地は公言し、実際にDigを放送中のスタジオに菊地が入って当日のパーソナリティである大根仁に手渡された。[43][44]
- 2012年2月24日は「交通ウグイスの実態スペシャル」と銘打ち、TBSラジオの交通情報キャスターから阿南京子、碓氷浩子、山崎景子の3名をゲストに迎えての放送をおこなった。番組開始の前口上から3名は登場し、その後は菊地とのトークを主に番組は進行した。「ちゃんと進行できる自信が無い」からとサブ特集として「あまり聞かれないビートルズの曲特集」も用意していたが、実際には4人のトークに花が咲く状態で終始進行し、かけた音楽は6曲と少数となった。菊地の質問に対して阿南ら3人側が答えたくないときのためにビートルズの「All You Need Is Love」をいつでもかけられるように用意していたが、実際には菊地が言うところの「ピー音の替わり」となって菊地がプレイさせるような状態となった。番組の最後にはジャズボーカルを経験しているという阿南がジャズスタンダードの曲「嘘は罪（It's A Sin To Tel A Lie）」の替え歌「イライラ運転は罪」（作詞：音楽プロデュース集団「コペルニクス」）を菊地のサックスソロとの共演により生演奏で歌って締めくくった。[45][12]
- 2012年3月16日の放送（通算第48回）にて、同年4月以降の番組継続が発表された。ただし、すでに決まっている放送する曜日や時間帯についてはまだ明かされなかった。また、ネット局については「各局の判断」とされており、この時点では発表されなかった。なお、新たにスポンサーが付くことも同時に発表されている。
- 2012年6月24日、インターネットへのサイマル放送でネット配信を行うradikoでは、この"粋な夜電波"を放送中に配信上のトラブルが生じた。これは放送中の18時55分頃よりTBSラジオだけradikoの配信が停止する事態が生じたもので、このトラブルは20時を過ぎてからようやく回復したため、radikoしか聴取する方法の無いリスナーは、この日の放送の半分以上を生で聞くことができなかった。このトラブルを受けての再放送はされず、またPodcastの配信も通常通りのトーク部分だけを編集したものにとどまっている。
- 2012年9月1日、番組の関連イベントとしてKILLER SMELLSのライブ・イベントが逗子海岸の海の家で行われた。主催はTBSラジオ。イベント告知は主に番組内と公式サイトでのみされただけだったが前売りチケットは完売となる盛況ぶりだった。会場内には前年・2011年9月18日のTBSラジオ開局記念イベントと同様に「画伯」の作品が展示されるほか、交通情報キャスターの山崎景子が前説を担当し、番組スポンサーであるザウンド・インダストリー・ジャパンのサポートにより作成された番組ステッカーが来場者に配布されるなど、番組色の強いものであった。このときのライブについては翌日・9月2日の放送で触れ、録音されたもののごく一部分が放送されている。
- 2012年12月23日、年内最後の放送にパーソナリティ菊地成孔がインフルエンザのため登場することができず、マネージャーの長沼裕之を中心に選曲補佐の中村ムネユキ、TBS954キャスターの山崎景子、エアプレーンレーベルのA&R、ベーアーこと阿部淳の4人で送る『菊地成孔さんのいない粋な夜電波』となった（前番組「村上ゆきのスローリビング」がスペシャルだったため19:00-20:00の短縮バージョン）。これほど緊張することはないと言っていた長沼マネージャーだったが、山下達郎と聞き紛うほどの美声と安定したトーク、出演者の話題提供、リスナーからの質問メール、菊地の電話出演などありバラエティ豊かな放送となった。オンエア曲数は5曲（事前に打合せ済みのセットリストをそのまま放送）。

## ネット局
| 放送対象地域  | 放送局                          | シーズン1 | シーズン2 | シーズン3 | シーズン4 | シーズン5 | シーズン6 | シーズン7-12 | シーズン13 | シーズン14 | シーズン15・16 |
| ------------- | ------------------------------- | --------- | --------- | --------- | --------- | --------- | --------- | ------------ | ---------- | ---------- | -------------- |
| 関東広域圏    | TBSラジオ（TBS） 【制作局】     | ○         | ○         | ○         | ○         | ○         | ○         | ○            | ○          | ○          | ○              |
| 青森県        | 青森放送（RAB）                 |           | ○         | ○         |           | ○         |           |              |            |            |                |
| 岩手県        | IBC岩手放送（IBC）              |           | ○         |           |           | ○         |           |              | ○          | ○          | ○              |
| 宮城県        | 東北放送（TBC）                 |           | ○         |           |           |           |           |              |            |            |                |
| 秋田県        | 秋田放送（ABS）                 | ○         | ○         | ○         |           | ○         |           |              |            | ○          | ○              |
| 山形県        | 山形放送（YBC）                 | ○         | ○         | ○         |           | ○         |           |              | ○          | ○          | ○              |
| 福島県        | ラジオ福島（RFC）               | ○         |           |           |           | ○         | ○         |              | ○          | ○          | ○              |
| 新潟県        | 新潟放送（BSN）                 |           | ○         |           |           |           |           |              | ○          |            |                |
| 富山県        | 北日本放送（KNB）               | ○         | ○         | ○         |           | ○         |           |              |            |            |                |
| 石川県        | 北陸放送（MRO）                 | ○         |           | ○         |           | ○         |           |              | ○          | ○          | ○              |
| 福井県        | 福井放送（FBC）                 |           |           | ○         |           | ○         |           |              |            | ○          | ○              |
| 山梨県        | 山梨放送（YBS）                 | ○         | ○         | ○         |           | ○         |           |              |            |            |                |
| 長野県        | 信越放送（SBC）                 | ○         | ○         | ○         |           | ○         |           |              | ○          |            |                |
| 静岡県        | 静岡放送（SBS）                 |           | ○         |           |           | ○         | ○         |              |            | ○          | ○              |
| 中京広域圏    | CBCラジオ（CBC）                |           | ○         | ○         | ○         | ○         | ○         |              |            |            |                |
| 和歌山県      | 和歌山放送（WBS）               |           |           |           |           |           |           |              |            | ○          | ○              |
| 鳥取県 島根県 | 山陰放送（BSS）                 |           | ○         |           |           |           |           |              |            |            |                |
| 岡山県        | 山陽放送（RSK）                 |           | ○         |           |           |           |           |              | ○          |            |                |
| 広島県        | 中国放送（RCC）                 | ○         | ○         |           |           |           |           |              |            | ○          |                |
| 山口県        | 山口放送（KRY）                 | ○         | ○         |           |           |           |           |              |            |            |                |
| 香川県        | 西日本放送（RNC）               |           |           |           |           |           |           |              |            | ○          | ○              |
| 徳島県        | 四国放送（JRT）                 |           | ○         |           |           |           |           |              |            |            |                |
| 愛媛県        | 南海放送（RNB）                 |           | ○         |           |           |           |           |              |            |            |                |
| 高知県        | 高知放送（RKC）                 |           | ○         |           |           |           |           |              |            |            |                |
| 長崎県 佐賀県 | 長崎放送（NBC） (NBCラジオ佐賀) | ○         | ○         |           |           | ○         |           |              |            |            |                |
| 大分県        | 大分放送（OBS）                 |           | ○         | ○         |           | ○         |           |              |            |            |                |
| 熊本県        | 熊本放送（RKK）                 |           |           |           |           | ○         |           |              |            | ○          |                |
| 宮崎県        | 宮崎放送（MRT）                 |           | ○         |           |           |           |           |              |            |            |                |
| 鹿児島県      | 南日本放送（MBC）               | ○         | ○         | ○         |           | ○         |           |              |            |            |                |
| 沖縄県        | 琉球放送（RBC）                 |           |           |           |           |           |           | ○            |            |            |                |

### 特記事項
- 2011年11月4日、TBSラジオと中部日本放送（現：CBCラジオ）ではセントラルリーグのクライマックスシリーズ・ファイナルステージ・第3戦、中日対ヤクルト戦の中継となり放送を休止した。その他のネット局へはTBSからの裏送りで57分の生放送を行った。
- 2011年12月23日、TBSラジオは開局60周年記念の特別番組のため放送を休止し、その他のネット局へはTBSラジオから裏送りで生放送を行った。
- 2011年12月30日、TBSラジオは日本レコード大賞授賞式の中継番組のため放送を休止し、その他のネット局で日本レコード大賞の放送をしない局には、その前後に菊地の短時間のトークを付けた同年4月17日の第1回目のものを再放送で裏送りした。
- 2012年3月30日、TBSラジオ、中部日本放送（現：CBCラジオ）、中国放送はプロ野球中継（TBSは巨人-ヤクルト戦、中部日本放送と中国放送は中日-広島戦）を行ったため、他のネット局への裏送りが事前の収録によって行われた。これにより、上記3局ではシーズン2の最終回はその前週の3月23日となってしまった。
- 2012年7月22日、TBSラジオは特別番組『第21期TBSラジオ環境キャンペーン特別番組「環境ニュースNEO～あの話って、どうなったの？スペシャル」』を放送するために当番組を休止し、その他のネット局へはTBSから収録による裏送りを行った。
- 2012年8月5日、TBSラジオは放送時間を18:30からに移動した「奈美悦子・辻よしなりのちなみに?」と「ロンドンオリンピック・女子マラソン実況中継」の放送のために当番組を休止し、その他のネット局へは収録による裏送りを行った。
- 2012年8月26日、TBSラジオはプロ野球中継（DeNa-巨人戦）を放送するために当番組を休止し、その他のネット局へはTBSから生放送で裏送りを行った。
- 2012年10月7日、シーズン4の唯一のネット局となった中部日本放送（現：CBCラジオ）は特別番組を放送するために当番組のネット放送を休止したため、TBSラジオでのみの放送となった。この日以外にも中部日本放送（現：CBCラジオ）が自局で特別番組を放送するためにTBSラジオのみの放送になったケースが何回かある。（その場合、19:00の時報明けの中部日本放送のリスナーに向けたあいさつは割愛される）
- 2012年10月21日、TBSラジオ･中部日本放送（現：CBCラジオ）の両局がセントラルリーグのクライマックスシリーズ第5戦、巨人対中日を中継したため、休止となった。
- 2012年10月28日、TBSラジオ･中部日本放送（現：CBCラジオ）の両局が日本シリーズ第2戦、巨人対日本ハムを中継したため、2週連続で放送休止となった。
- 2013年3月3日、TBSラジオは特別番組放送のために当番組を休止。中部日本放送（現：CBCラジオ）へは録音で裏送りを行った。
- 2013年3月10日、TBSラジオはWBC予選ラウンドの試合中継、中部日本放送（現：CBCラジオ）は東日本大震災関連のラジオドキュメンタリーを放送したため、放送休止となった。
- 「毒蝮三太夫でないミュージックプレゼント」の企画は高橋芳朗に引き継がれ、昼帯の「ジェーン・スー 生活は踊る」で放送されている（概ねこの時間にあった元祖MPのリスペクトでもある企画）。

## スポンサー
シーズン3よりザウンドインダストリージャパンがスポンサーとして付いた。シーズン5までは、TBSラジオのみの放送となる時間帯（シーズン3,4が18:30-19:00、シーズン5が20:00-20:25）に限定されていたが、シーズン6からはTBSラジオもネット局と同じ時間帯での放送になったため、ネット局でもスポンサー名が流れるようになった。
同社がスポンサーについたことに関しては2012年4月8日のシーズン3最初の放送まで明かされず、菊地の発表直後には公式サイトに一時アクセスが集中して繋がりにくくなった。
番組中にCMとして別途製作された音声等は流していない。その代わりに菊地によるエッセイ風のテキストの読み上げや架空のラジオ番組を装ったものなど、ヘッドホンを題材として作られたものを毎回週替わりで数分放送し、そのすぐ後にスポンサー紹介を付ける形でシーズン3・シーズン4の18時台（シーズン5は20時台）の放送を終えてCMの代わりとしている。
2013年3月31日のみ、ソニーの音楽配信サイト「ミュージック・アンリミテッド」がスポンサーにつき、菊地成孔がインタビューされている。
- 番組最末期になる時期にはハンドメイドレザーバッグの「ノブコニシダ」がスポンサーについた（番組終了まで）[49]。